# Narita nemzetközi repülőtér
A Narita nemzetközi repülőtér (IATA: NRT, ICAO: RJAA) Japán egyik nemzetközi repülőtere, amely a főváros, Tokió közelében található. Éves utasforgalma 15 415 924 fő (2022).

## Futópályák
A repülőtér futópályái:
- 16R/34L (4000 m, 60 m, aszfalt)
- 16L/34R (2500 m, 60 m, aszfalt)

## Forgalom
Az utasforgalom az elmúlt években az alábbi módon változott:
| Utasok száma | 13 627 111 | 22 109 606 | 24 290 962 | 26 422 502 | 28 883 606 | 31 735 733 | 30 780 002 | 34 751 221 | 44 344 739 | 32 705 995 |
|              | 1985       | 1989       | 1993       | 1998       | 2002       | 2006       | 2010       | 2015       | 2019       | 2023       |